# Lake Andes
Lake Andes è una città e il capoluogo della contea di Charles Mix, Dakota del Sud, Stati Uniti. La popolazione era di 710 abitanti al censimento del 2020.
La città prende il nome dal lago Andes, che a sua volte si dice che prenda il nome da un cacciatore pioniere di nome Handy, mentre secondo altri da Edward Andes, un socio di una compagnia di pellicce. La città e il lago sono chiamati Bde Ihaƞke nella lingua dakota degli Yankton Sioux.
La YST Transit è la principale azienda di trasporti della città, che la collega alle località di Marty, Ravinia e Wagner.

## Geografia fisica
Secondo l'Ufficio del censimento degli Stati Uniti, ha una superficie totale di 0,82 mi² (2,12 km²).

## Società

### Evoluzione demografica
Secondo il censimento del 2020, la popolazione era di 710 abitanti.